# Cinclosomatidae
Cinclosomatidae là một họ chim thuộc bộ Sẻ. Họ này theo định nghĩa gần đây nhất chứa khoảng 12 loài.
Cinclosomatidae là họ chim Australia-Papua. Việc đặt nó trong liên họ Cinclosomatoidea của chính nó là theo Moyle et al. (2016), mặc dù cả Aggerback et al. (2014) và Jønsson et al. (2016) đều coi nó có quan hệ đồng minh với Falcunculidae (thuộc liên họ Orioloidea) với độ hỗ trợ mạnh. Moyle et al. ước tính Cinclosomatoidea đã rẽ nhánh vào khoảng 22 triệu năm trước.

## Các chi và loài
- Chi Cinclosoma
  - Cinclosoma ajax
  - Cinclosoma punctatum
  - Cinclosoma clarum
  - Cinclosoma castanotum
  - Cinclosoma castaneothorax
  - Cinclosoma marginatum
  - Cinclosoma alisteri
  - Cinclosoma cinnamomeum
- Chi Ptilorrhoa
  - Ptilorrhoa leucosticta
  - Ptilorrhoa caerulescens
  - Ptilorrhoa castanonota
  - Ptilorrhoa geislerorum

## Phân loại quá khứ
Họ Psophodidae Bonaparte, 1854 trong quá khứ chứa 4 chi là Cinclosoma, Ptilorrhoa, Androphobus và Psophodes.
Họ Eupetidae Bonaparte, 1850 chứa 4 chi của họ Psophodidae cộng chi Eupetes và có thể chứa cả Melampitta.

## Thư viện ảnh

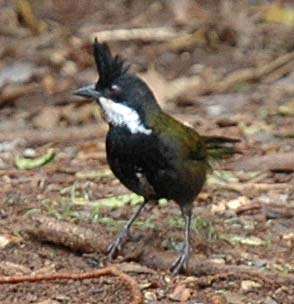
Psophodes olivaceus (họ Psophodidae).
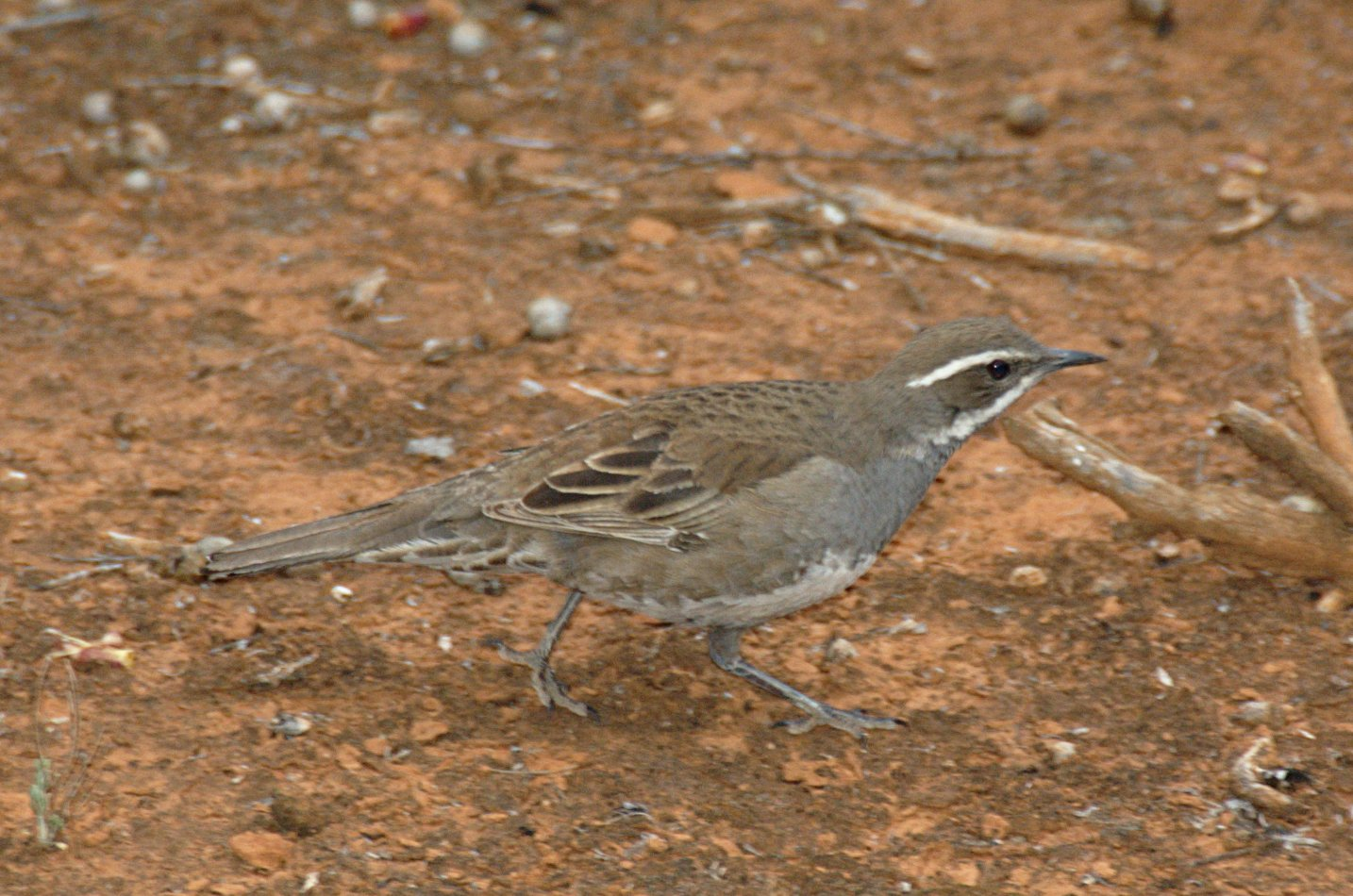
Cinclosoma castanotum, trước đây từng được coi là thuộc họ Psophodidae.